# Gaurika Singh

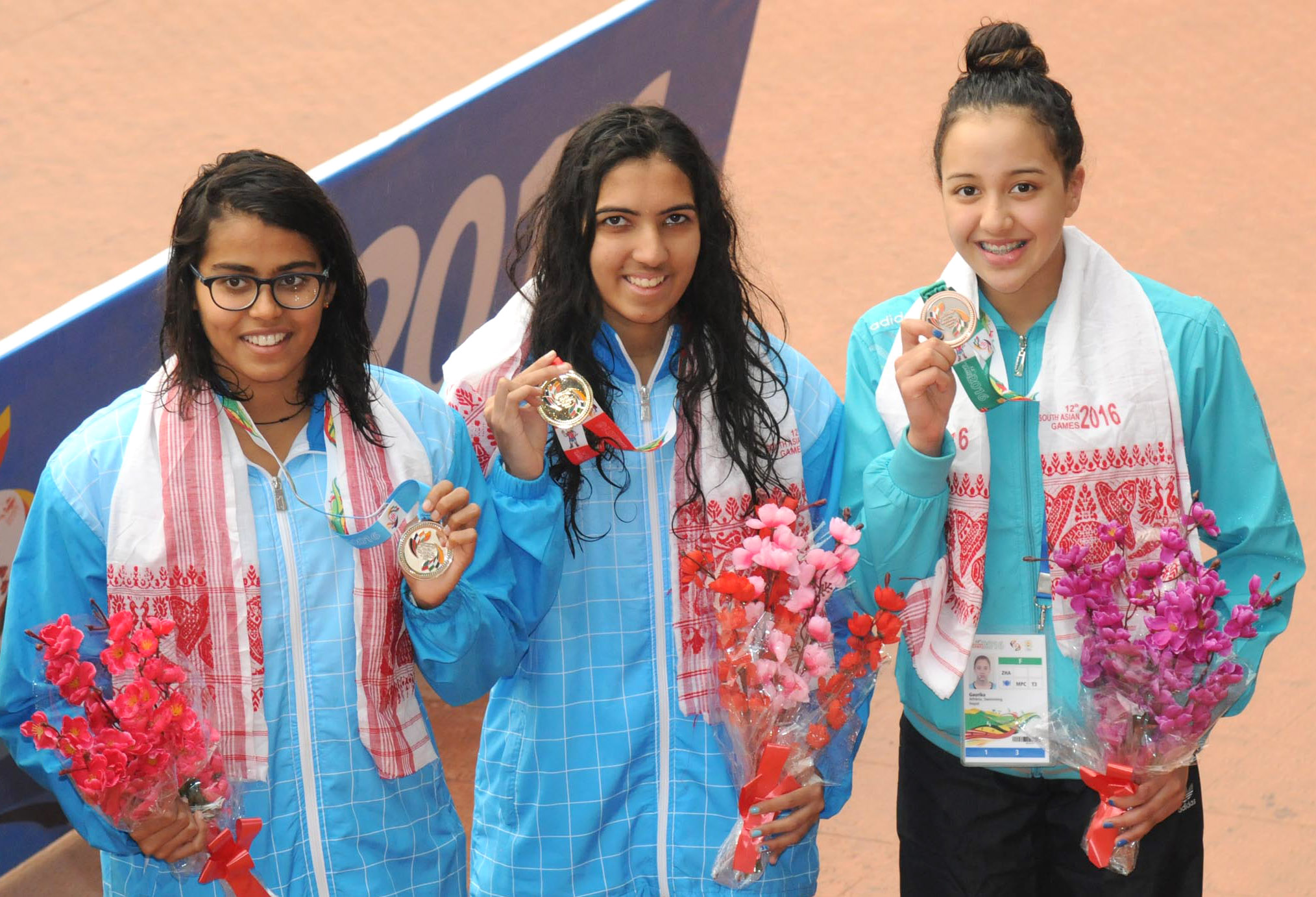
V. Malvika (India), ganadora de la Medalla de Oro, Shivani Kataria (India), ganadora de la Medalla de Plata y Gaurika Singh (Nepal), ganadora de la Medalla de Bronce, en la categoría de natación femenina 400 m estilo libre, en los XII Juegos del Sur de Asia-2016,

Gaurika Singh (en nepalí: गौरिका सिंह ; Bhimdutta, 26 de noviembre de 2002) es una nadadora nepalí. Participó en los Juegos Olímpicos de Río de Janeiro 2016 en Brasil siendo la atleta olímpica más joven de los mismos. Fue incluida en la lista Forbes 30 Under 30 Asia 2021.

## Biografía
Gaurika Singh es originaria del municipio de Bhimdutta, Kanchanpur, aunque cambió su residencia a Londres, Reino Unido, entrenando en el Camden Swiss Cottage Swimming Club, bajo la dirección del entrenador Adam Taylor. Singh se convirtió en embajadora de buena voluntad de la Iniciativa de Educación Shanti Nepal (SEIN).
Comenzó sus estudios en la Universidad Tufts.

## Trayectoria deportiva
Ha ostentado varios récords nacionales desde que comenzó su carrera en natación a los ocho años. Logró el récord de ganar 4 medallas de oro en una temporada de los Juegos del Sur de Asia de 2019 celebrados en Nepal. Ganó dos medallas de plata y tres de bronce en natación en los Juegos del Sur de Asia de 2016.

### Juegos Olímpicos de Verano 2016

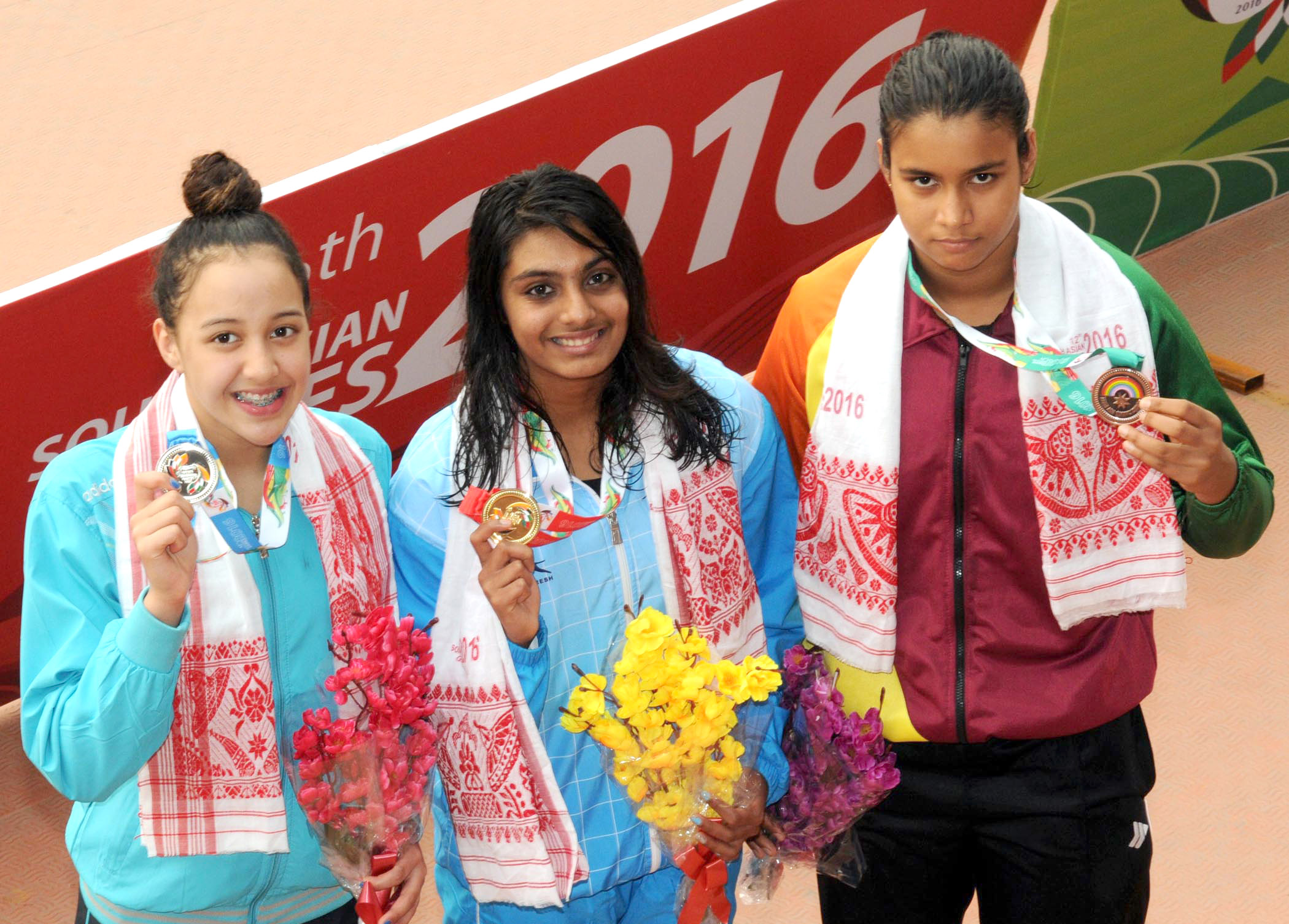
Shraddha Sudhir (INDIA) ganadora de la medalla de oro, Gaurika Singh (NEPAL) ganadora de la medalla de plata y Uthama Silva (SRI LANKA) ganadora de la medalla de bronce en natación combinada de 200 metros femeninos, en los XII Juegos del Sur de Asia-2016.

Con 13 años y 255 días, Singh fue la atleta más joven en competir en los Juegos Olímpicos de Río 2016. Ganó la serie 1 de los 100 metros espalda en un tiempo de 1:08:45 aunque no llegó a clasificar para las semifinales. Singh terminó en el puesto 31.

### Juegos Olímpicos de Verano 2020
A los 18 años, 8 meses y 2 días, Singh compitió en los Juegos Olímpicos de Tokio 2020. Consiguió la tercera posición de la serie 1 de los 100 metros estilo libre femenino en un tiempo de 1:00:11. Singh logró establecer el récord nacional pero no se clasificó para las semifinales. Terminó en la posición 50.
Además, fue la abanderada de Nepal en la ceremonia de apertura el 23 de julio de 2023.

## Reconocimientos
Fue incluida en la lista de deportes y entretenimiento Forbes 30 Under 30 Asia 2021.